# Jesus del Nero
Jesús del Nero Montes, född 16 mars 1982 i Chinchón, Madrid, är en professionell spansk tävlingscyklist. 
Han tävlar sedan säsongen 2007 för det spanska UCI ProTour-stallet Saunier Duval-Prodir, som bytte namn till Scott-American Beef efter Tour de France 2008. 
Jesús Del Nero blev professionell med det baskiska stallet Orbea 2005 innan han började tävla för det kortlivade UCI Professional Continental-stallet 3 Molinos Resort under 2006.
Del Nero slutade trea på Euskal Bizikleta 2005 efter Koldo Gil och David Herrero.
Under säsongen 2007 slutade han tvåa på GP Llodio efter landsmannen och lagkamraten David De La Fuente. I slutet av oktober slutade han fyra på Japan Cup efter Manuele Mori, Fabian Wegmann och Francesco Gavazzi. Under året slutade han på elfte plats i den belgiska vårklassikern Flandern runt.
Han gjorde sin debut i Tour de France 2008, men fick ingen möjlighet att avsluta tävlingen då hela stallet drog sig ur tävlingen efter att stallkamraten Riccardo Riccò testades positivt för EPO under tävlingen. När han åkte hem låg han på 95:e plats i sammandraget.
I februari 2009 slutade han trea på etapp 2 av Giro di Sardegna bakom italienarna Mirco Lorenzetto och Daniele Bennati. Han slutade på fjärde plats i Giro di Sardegnas slutställning bakom Daniele Bennati, Oscar Gatto och Alessandro Ballan. Jesús Del Nero deltog senare under säsongen i Giro d'Italia 2009 men lämnade tävlingen under etapp 7. Jesús Del Nero slutade på sjätte plats i slutställningen av Vuelta Ciclista a la Comunidad de Madrid. På etapp 20 av Vuelta a España 2009 slutade spanjoren på nionde plats bakom David Millar, Samuel Sanchez, Cadel Evans, Gustavo Cesar Veloso, Roman Kreuziger, Philippe Gilbert, Alejandro Valverde och David Herrero. Spanjoren slutade på sjätte plats på prologen och etapp 4 av den mexikanska tävlingen Vuelta Chihuahua Internacional.

## Meriter
2005
1:a, etapp 4, Vuelta a Albacete
1:a, etapp 6, Tour de l'Avenir
3:a, etapp 1, Tour de l'Avenir
2006
2:a, GP CTT Correios de Portugal
2:a, etapp 3, Vuelta Ciclista Asturias
3:a, etapp 1, Vuelta Ciclista a Murcia
3:a, Euskal Bizikleta
etapp 1
3:a, etapp 3, GP CTT Correios de Portugal
2007
2:a, GP Llodio
2008
3:a, etapp 2, Giro di Sardegna

## Stall
- 2005 Orbea
- 2006 3 Molinos Resort
- 2007- Saunier Duval-Prodir / Scott-American Beef